# George Townsend
George Townsend (ur. w 1769 w Lattingtown, zm. 17 sierpnia 1844 tamże) – amerykański polityk, członek Partii Demokratyczno-Republikańskiej.

## Działalność polityczna
W okresie od 4 marca 1815 do 3 marca 1819 przez dwie kadencje był przedstawicielem miejsca B z 1. okręgu wyborczego w stanie Nowy Jork w Izbie Reprezentantów Stanów Zjednoczonych.